# Супермен. Красный сын (мультфильм)
«Супермен. Красный сын» (англ. Superman: Red Son) — рисованный мультипликационный фильм 2020 года, созданный на основе одноимённого комикса Марка Миллара. Мультфильм был выпущен в цифровом виде 25 февраля 2020 года, а 17 марта на Blu-ray.

## Сюжет
Действие мультфильма начинается в 1946 году в СССР, когда за мальчиком гонится группа хулиганов. Его защищает девочка Светлана, прогоняя их, однако он говорит ей, что боялся не за себя, а за них, демонстрируя свою сверхчеловеческую силу и способность летать. Светлана говорит мальчику, что он должен использовать свои силы на благо страны.
Спустя десятилетие, в 1955 году, советское правительство выпускает пропагандистский фильм об инопланетном сверхчеловеке, которого американские СМИ прозвали Советским Суперменом. Президент США Дуайт Д. Эйзенхауэр поручает Лексу Лютору найти способ противостоять ему. Тем временем Супермен предотвращает крушение спутника в Метрополисе (как планировал Лютор), и жена Лекса, Лоис Лейн, берёт у героя интервью. Она показывает ему сверхсекретные документы, из которых Супермен узнаёт о ГУЛАГе. В лагере он встречает маленького мальчика, окружённого летучими мышами, и умирающую Светлану, которую Сталин сослал туда из-за её связи с Суперменом. В ярости Супермен прибывает к Сталину и в итоге убивает его. В результате он становится новым лидером Советского Союза, пообещав использовать свои полномочия во благо и распространить влияние советского государства.
Супермен продвигает коммунистические идеалы по всему миру, положив конец Корейской войне и разрушив Берлинскую стену. Он также заключает союз и тесную дружбу с принцессой Дианой из Темискиры. Тем временем Лютор создаёт клона Супермена. Тот отправляется в СССР сразится с настоящим Суперменом, но Лютор перегружает двойника избыточной энергией, и он проигрывает и растворяется, что потрясает Супермена.
В 1967 году Супермен останавливает вторжение инопланетного киборга Брейниака и перепрограммирует его, чтобы тот стал его советником. Он также использует его технологии для расширения влияния и подавления диссидентов с помощью лоботомии. Однако Брейниак успел уменьшить город Сталинград, прежде чем проиграть. Вскоре в Советском Союзе начинает активную террористическую деятельность Бэтмен — мальчик, выживший в ГУЛАГе, который обвиняет Супермена в смерти своей семьи. Бэтмен похищает Чудо-женщину и связывает принцессу с помощью её лассо. Он заманивает Супермена в ловушку и включает лампы, имитирующие красное солнце Криптона, чтобы нейтрализовать его силы. Бэтмен побеждает Супермена и запирает в подвале, но Чудо-женщина вырывается на свободу, разорвав связь со своим лассо, и уничтожает источник питания ламп, из-за чего к Супермену возвращаются силы. Когда Супермен угрожает сделать лоботомию Бэтмену, террорист решает покончить жизнь самоубийством. Истощённая Диана покидает Супермена, разочаровавшись в мужской жестокости.
В США Лютор избирается президентом. Американцы нашли разбившийся космический корабль и тело Абин Сура. Лютор поручает полковнику Хэлу Джордану возглавить Корпус Зелёных Фонарей, которые будут использовать кольца, как найденное у пришельца. В 1983 году Джордан с корпусом атакуют Супермена, но их прерывает Чудо-женщина, которая в последний раз пытается положить конец конфликту. У неё это не получается, и она заявляет, что Темискира будет навсегда закрыта для всех мужчин. С Брейниаком Супермен отправляется к Лютору в Белый дом, но там он встречает Лоис, у которой оказывается уменьшенный Сталинград в капсуле. Супермен говорит ей, что в течение многих лет он безуспешно пытался восстановить размер города, но Брейниак отвечает, что эта технология всегда была ему доступна; он просто решил не упоминать об этом, и Супермен не давал ему приказа увеличить Сталинград. Понимая свои ошибки, Супермен решает сложить полномочия, но Брейниак выстреливает в уменьшенный город и атакует его, раскрывая, что на самом деле не был перепрограммирован и использовал Супермена для завоевания планеты для себя. Супермен и Лютор сражаются с Брейниаком и уничтожают его, но тот запрограммировал свой корабль на самоуничтожение в подобном случае, и Супермен улетает с судном в далёкий космос, по-видимому, погибая в результате взрыва.
На церемонии перед зданием Капитолия замаскированный Супермен наблюдает из толпы, как Лютор объявляет о своём уходе с поста президента, чтобы проводить больше времени с Лоис, передавая управление страной вице-президенту Джеймсу Олсену. Лоис замечает Супермена, а затем он исчезает в толпе.

## В ролях
- Джейсон Айзекс — Супермен[7]
- Роджер Крэйг Смит — Бэтмен
- Трэвис Уиллингем — Улучшенный человек
- Дидрих Бадер — Лекс Лютор
- Эми Экер — Лоис Лейн[8]
- Ванесса Маршалл — Чудо-женщина
- Фил Моррис — Джеймс Олсен
- Пол Уильямс — Брейниак
- Саша Ройз — Хэл Джордан
- Фил Ламарр — Джон Стюарт
- Джим Мескимен — Джон Ф. Кеннеди
- Уильям Салиерс — Иосиф Сталин
- Уинтер Эйв Золи — Светлана

## Производство
В 2013 году Джеймс Такер выразил интерес к созданию анимационного фильма «Красный сын», проект рассматривался Warner Bros.. Планы по выпуску озвучил продюсер Брюс Тимм на премьере «Бэтмен: Готэм в газовом свете» 13 января 2018 года. 8 января 2019 года было объявлено, что адаптация комикса находится на стадии разработки. Фильм вышел в 2020 году.

## Критика
Фильм имеет рейтинг 93 % на сайте Rotten Tomatoes, основываясь на 14 рецензиях. Средний балл на сайте IMDb составляет 6,3 из 10.

### Реакция в России

#### До выхода
Ведущие телеканала Россия-24 Алексей Казаков и Анастасия Иванова посчитали, что видео «щедро сдобрено развесистой клюквой» и «снова будет русофобская истерика». В то же время, по их мнению, «если бы Россия не была так интересна, то „Красного сына“ и в помине бы не было». В передаче «Время покажет» экранизацию назвали элементом серьёзной информационной войны против России, целью которой является формирование образа врага. Анатолий Кузичев подытожил: «Комиксы — это зло. Только литература». С другой стороны, Евгений Попов считает это маркетингом без политической подоплёки. Голливуд решает прежде всего финансовые задачи. Российская тема вызывает определённые реакции в американском обществе. Но СССР в США не любят. По словам журналиста, «нам нужно сосредоточиться на своих героях».
Василий Амирджанов из Правда.Ру отметил, что несмотря на негативную реакцию журналистов «России-24» и «Первого канала», они только усилили интерес к выпуску. Главный вопрос, который взволновал критиков с федеральных каналов, почему к мультфильму обратились так внезапно, а премьеру назначили на 2020 — год юбилея Победы. Версия, что появились финансовые возможности для производства, даже не рассматривалась. Довольно странно всерьёз обсуждать историческую достоверность анимационной версии комиксов про Супермена, равно как и искать крамолу в фантазии на тему «холодной войны». В упорном желании обнаружить русофобию можно приговорить к высшей мере любое фэнтези.

#### После выхода
Рецензент из Канобу раскритиковал ленту за изменения в сюжете по сравнению с первоисточником. В частности было отмечено низведение Супермена до уровня злодея, добавление тем феминизма и ЛГБТ, а также изменение концовки. Мир фантастики также раскритиковал мультфильм, в первую очередь за изменения в сюжете по сравнению с комиксом. Рецензент DTF отметил, что в экранизации полностью утрачена атмосфера оригинала, а из финала убран главный сюжетный поворот. В рецензии Disgusting Men мультфильм назван очень слабым, утратившим основную идею и глубину, к тому же с дешёвой анимацией.

## Продажи
Фильм заработал 601 592 доллара от продаж DVD на внутреннем рынке и 1 411 992 доллара от продаж Blu-ray на внутреннем рынке, в результате чего общий доход от просмотров на видео составил 2 013 584 доллара.